# Autorita
Slovo autorita (z lat. auctor = tvůrce, činitel; a auctoritas = moc, vliv) označuje buď osobu, jejíž názory, postoje či rozhodnutí ostatní členové skupiny obvykle přijímají a řídí se jimi, nebo také jejich vztah k tomu, od něhož taková rozhodnutí, rady a postoje očekávají. V angličtině a dalších jazycích může znamenat také úřad, pověřený rozhodováním v nějaké věci.
Tradičně se rozlišují dva typy autorit:
- autoritu přirozenou či neformální, založenou na přesvědčivosti určité osoby, na dobrých zkušenostech s jejími radami či rozhodováním
- autoritu formální, to jest výslovné vůdčí společenské postavení nějaké osoby, která je rozhodováním pověřena a může poslušnost případně i vymáhat

Důležitým znakem autority je, že nepoužívá násilí, což znamená, že tam, kde je zapotřebí nátlaku, se nejedná o autoritu. Autoritativní osobnost má své postavení dané, ovšem její vůdčí charakter je autoritou pouze ve chvíli, je-li uznán oběma stranami.
V sociologii pak označuje pojem autorita legitimní moc jedné osoby nebo skupiny nad druhou, která vyplývá z víry, tradice nebo výjimečného charakteru dané osoby nebo skupiny. Jako autorita se tedy označuje taková osoba či instituce, která má přirozenou vážnost a rozhodující vliv. Autorita se může opírat o různé skutečnosti. V archaické společnosti autorita závisí na věku, tedy na větších životních zkušenostech. Moderní společnost se naopak snaží odloučit autoritu od konkrétních osob a spojit ji s neosobním úřadem.

## Různé interpretace pojmu autorita
Autorita jako jedna z forem uskutečňování moci byla předmětem zájmu mnoha myslitelů napříč historií, počínaje antickými filozofy s Platónem v čele.
V novodobých dějinách se touto problematikou zabýval například John Locke. Ve svém díle „Dvě pojednání o vládě“ polemizuje nad autoritou monarchů. Jejich postavení bylo odvozováno od Adama, Locke však tuto domněnku vyvrací. Tvrdí, že Bůh Adamovi nepropůjčil autoritu nad jeho potomky, ani nad světem. Poukazuje také na to, že zde neexistuje žádná dědická posloupnost v této věci.
Kulturní antropolog B. Malinowski vnímal autoritu jako prostředek k prosazení norem. Zároveň zdůrazňuje roli sankcí při jejich vynucování.
Na Weberovo klasické rozdělení autority na autoritu založenou na charismatu, tradici a racionální legitimitě reagovali autoři jako Ann R. Willnerová, která se zabývala absencí charismatického typu autority u žen. Přesto zmiňuje některé výjimečné ženy, jako třeba Evu Perónovou.
Na Weberovo pojetí autority reagoval také Edward A. Shils, který poukázal na to, že vědomí legitimní autority vyžadují vládnoucí i ovládaní. Vládnoucí vrstva potřebuje autoritu k ospravedlnění vlastních kroků, a zároveň od ní odvozuje své postavení. Naopak ovládaní vnímají autoritu jako prostředek, díky kterému nacházejí vyšší smysl v podřízení se příkazům shora.

## Autorita přirozená a formální
Pojem autorita chce vysvětlit, proč se lidé a lidské společnosti dávají ve svém jednání a rozhodování tak často vést názory a postoji určitých lidí, o nichž se pak také říká, že mají autoritu nebo jsou autoritou. Člověk jako společenský tvor je velmi často odkázán na spolupráci s jinými a je pro ni také mimořádně vybaven, například schopností řeči. Pro něho i pro skupinu je velmi důležité, aby byl schopen jednat koordinovaně, v souladu s druhými, a často se potřebuje rozhodovat rychle.
„Každá autorita spočívá na výhodách, které přináší tomu, kdo ji poslechne“ (Napoleon Bonaparte)
„To, čemu říkáme autorita, je starší i základnější než to, čemu říkáme stát. Přirozená převaha některých lidí nad jinými je počátek každé lidské organizace a všeho lidského pokroku“ (Bertrand Russell)
Přitom je daleko snazší přijmout nebo napodobit rozhodnutí či jednání někoho jiného než si sám získávat znalosti, potřebné pro vlastní dobré jednání a rozhodnutí. Člověk přebírá či přejímá stanovisko druhého zejména tehdy, pokud je to člověk zkušenější, jehož názory a rozhodnutí se už opakovaně osvědčily, pokud je dovede přesvědčivě a rázně navrhnout, případně i obhájit. Tím si takový člověk získává přirozenou čili neformální autoritu, jíž se ostatní nechávají vést, aniž by vyžadovali zdůvodnění nebo vysvětlení. Pro autoritu platí běžné mechanismy skupinové dynamiky a psychologie: ti, kdo se jí nechávají vést, budou tím její váhu ovšem posilovat, budou ji obhajovat a působit v tomto směru i na jiné, případně vyvíjet nátlak na ty, kteří se autoritě podřídit nechtějí.
Ve více organizovaných společnostech se schopnost rázného, rychlého a koordinovaného jednání skupiny dále podporuje tím, že se autorita určitého člověka, vůdce nebo náčelníka, výslovně označí a institucionalizuje, takže platí více méně trvale a dostává oprávnění vymáhat poslušnost ostatních. Protože historicky asi nejstarším případem, kdy na koordinovaném a rychlém jednání skupiny velice záleží, je boj a válka, byli to především vojevůdci, kteří si takovou autoritu získali a potom také prosazovali. Lidé se pak rozhodnutími takové autority řídit musí, bez ohledu na to, zda jsou rozumná a dobrá. V takovém případě mluvíme o formální autoritě, která se často vyjadřuje nějakým titulem, ozdobným oblečením nebo odznaky. Důležitým příkladem formální autority je soudce, který své rozhodnutí sice zdůvodňuje, jeho výrok však platí, i když toto rozhodnutí ze zjištěných skutečností úplně jasně nevyplývá.
Jakmile vznikla formální autorita, vzniká ovšem také nebezpečí jejího zneužití: zejména pod tlakem času, když je třeba jednat rychle, může náčelník začít vyžadovat poslušnost, hrozit a donucovat. Kromě toho mohou člověku s formální autoritou chybět právě ty schopnosti, která původně autoritu vytvářejí: statečnost, prozíravost, schopnost rychlého rozhodování a podobně. Skupina či společnost pak stojí před obtížným dilematem: buď poslechnout a koordinovaně jednat, i když hrozí neúspěch, anebo se vzepřít a tím ovšem ohrozit koordinované jednání skupiny, případně i tuto skupinu samu.
„Konec konců, čím menší má prezident autoritu, tím víc potřebuje moci.“ (François Mitterrand)

## Autorita a moc
Hranice mezi pojmy autorita a moc je tenká, ale jasně definovaná. Autorita musí obsahovat prvek legitimity, tj. vychází z práva nadřízených dávat rozkazy podřízeným, kteří toto právo přirozeně akceptují. Mocí na rozdíl od autority rozumíme uplatňování vlastních zájmů jedinců či skupin i přes odpor druhých. Často bývá spojena s přímým užitím síly, jako například když čínští držitelé moci potlačili demokratické hnutí na náměstí Tchien-an-men.

## Typy legitimní moci
Max Weber, německý sociolog, rozdělil autoritu na 3 základní typy – racionální, tradiční a charismatickou.
- Racionální autorita je spojena s vírou, že stanovená pravidla a pravomoci autorit vydávat příkazy jsou zákonná. Jedinci, ve vztahu k této autoritě, jsou tedy schopni přijmout její vzájemně na sebe navazující myšlenky za platné a následně se jim podřídit.
- Tradiční autorita je založena na víře v posvátnost prastarých tradic a kompetencí spojených s nimi. Autorita je tedy stanovena podle tradičních pravidel, ovšem poslušnost jedinců není ovládána odvěkými pravidly, nýbrž osobní loajalitou k osobě, která zastává vůdčí funkci.
- Charismatická autorita spočívá v oddanosti výjimečnému charakteru individuální osoby (např. hrdina), která nastoluje řád. Na základě mimořádné kvality osobnosti tohoto jedince jsou mu přisuzovány pravomoci, které nejsou přípustné pro obyčejného člověka, a je tím považován za vůdce.

## Kritika autority
S nástupem novověkého individualismu a jeho ideálu rovnosti se rozvíjí také kritika autority a zejména formálních autorit. Začíná tím, že Thomas Hobbes postavil proti sobě autoritu a pravdu: „Autorita, a ne pravda dělá zákon zákonem“. Protože státní i církevní autority jednaly často autoritářsky, to znamená vyžadovaly poslušnost i tam, kde jim chyběly argumenty, protože místo přesvědčování poroučely, původní význam pojmu autority se vytrácel a často zaměňoval s nařizováním, donucováním a dokonce s násilím.
„Jednat autoritářsky je ten nejjistější způsob, jak všechnu autoritu ztratit.“ (R. Sabatier)
Významná politická filosofka Hannah Arendtová přesvědčivě ukázala, že bez skutečných autorit – přirozených i formálních – se lidské společnosti nemohou obejít, což v poslední době prokazuje i etologie, výzkum chování zvířat. Riziko zneužití formální autority v lidských společnostech je ovšem stále větší. Falešná autorita, například moderního diktátora, potřebuje ale i svého protihráče – příliš poddajnou, oddanou a disciplinovanou společnost; americký sociolog Amitai Etzioni hovoří o povolnosti (compliance). Americký psycholog Stanley Milgram ve slavném pokusu (1962) dokázal, jak silný je sklon moderního člověka poslechnout formální autoritu, i když nařizuje něco, co je proti vlastnímu svědomí.
Soudobá politická teorie proto zdůrazňuje význam občanské soudnosti a statečnosti: bez odvážných a nezávislých lidí, kteří se dokážou falešné autoritě postavit, je každá společnost zneužitím autority trvale ohrožena.

## Milgramův experiment
Experiment byl prezentován jako výzkum vlivu fyzického trestu na schopnost učení, ovšem reálně se jednalo o zkoumání poslušnosti vůči autoritě. Subjekty, na kterých byl experiment prováděn, odpověděly na inzerát vyzývající k účasti na vědecké studii, za kterou jim bylo přislíbeno finanční ohodnocení. Do laboratoře byly poslány dva subjekty, z nichž jeden byl opravdový respondent, druhý herec. Bylo jim řečeno, že jeden subjekt bude pokládat otázky, druhý bude odpovídat, a pokud odpoví špatně, bude fyzicky potrestán elektrošoky. Nejprve bylo losem potřeba určit, kdo bude „učitel“ a kdo „učící se“, přičemž los byl záměrně připraven tak, aby učitelem byl opravdový respondent. Subjektům byla poté ukázána místnost s generátorem napětí o škále 15 až 450 voltů a elektrické křeslo, do něhož byl následně připoután druhý subjekt.
Cílem experimentu bylo ukázat, kolik procent respondentů bude pokračovat v navyšování elektrického napětí jen proto, že jim bylo autoritou řečeno, aby pokračovali. Ve výsledku Stanley Milgram zjistil, že nejméně 65 % respondentů bylo ochotno dojít až k horní hranici 450 voltů.